# Blaženko Lacković
Blaženko Lacković (født 25. december 1980 i Varaždin, Jugoslavien) er en kroatisk håndboldspiller, der til dagligt spiller for den tyske ligaklub HSV Hamburg. Han har tidligere spillet for ligarivalerne fra SG Flensburg Handewitt, og RK Zagreb i sit hjemland.

## Landshold
Lacković var en del af det kroatiske landshold, der blev verdensmestre i 2003 og olympiske mestre i 2004. I 2005 og 2009 blev det til VM-sølv, mens det både i 2008 og 2010 blev til EM-sølv. Han var desuden med til OL 2008 i Beijing, hvor Kroatien blev nummer fire, og 2012 i London, hvor det blev til kroatisk bronze.